# Monte Naranco
Il Monte Naranco è un rilievo montuoso che si eleva a 634 m s.l.m. e che domina la città di Oviedo, nelle Asturie (Spagna). Il Monte Naranco figura, dal 1985, sulla lista dei Patrimoni dell'umanità dell'UNESCO.

## Geografia
Forma un arco di 5 chilometri la cui estremità a nord-est è la parrocchia di Villapérez e quella a ovest è Loriana. A nord e ad est della montagna scorre il Río Nora, affluente del fiume Nalón. Su questo monte vi erano insediamenti castrensi, come dimostrano le diverse tracce di fortezze che s'incontrano sui contrafforti del Naranco, senza dubbio romane, come indicano le monete e le tombe ivi rinvenute. Le chiese preromaniche del monte si trovano a circa 4 km dalla città che il monte sovrasta, a nord-ovest della medesima, sul versante meridionale. La cima di questa collina offre un bel panorama di Oviedo e, da lontano, dei Picchi d'Europa.

## Storia
Ramiro I delle Asturie ebbe un regno travagliato poiché egli dovette respingere, presso La Coruña, nell'844, i Vichinghi, che attaccarono per la prima volta la costa nord della penisola iberica, poi far fronte a un'offensiva araba. Questo re fu anche il promotore dell'erezione di monumenti che testimoniano l'architettura asturiana. Così, sulla collina che sovrasta Oviedo furono edificati, insieme ad altri edifici ora non più esistenti, il Palazzo reale, perfettamente conservato e trasformato in santuario, le chiese di Santa Maria e di San Miguel de Lillo, della quale esistono ancora la facciata e due campate delle navate. Il loro architetto, mastro Tioda, è detto «il maestro del Naranco».

## Ciclismo
Il monte fu anche, nel corso degli anni novanta, un arrivo regolare delle tappe del Giro di Spagna. Esso funge parimenti da teatro di arrivo di una delle semi-classiche spagnole di primavera più importanti: la Subida al Naranco (letteralmente «salita del Naranco»).

## Arrivi del Giro di Spagna
- 1974: José Manuel Fuente  Spagna
- 1984: Julián Gorospe  Spagna
- 1986: Marino Lejarreta  Spagna
- 1988: Álvaro Pino  Spagna
- 1990: Alberto Camargo  Colombia
- 1991: Laudelino Cubino  Spagna
- 1992: Francisco Javier Mauleón  Spagna
- 1993: Tony Rominger  Svizzera
- 1994: Bart Voskamp  Paesi Bassi
- 1995: Laurent Jalabert  Francia
- 1996: Daniele Nardello  Italia
- 1997: José Vicente García  Spagna
- 2013: Joaquim Rodríguez  Spagna
- 2016: David de la Cruz  Spagna